# Supermono

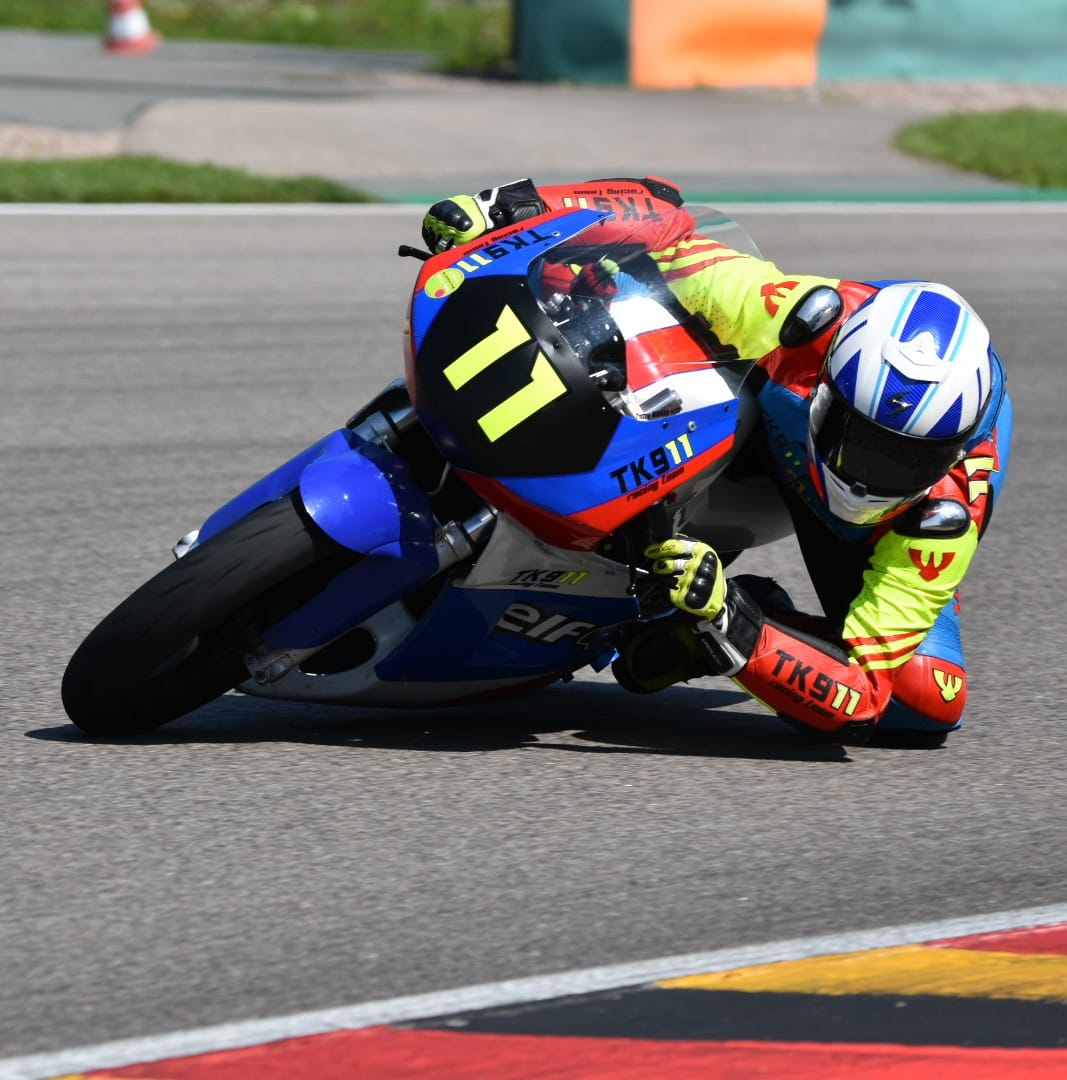
MZ Skorpion Supermono beim MZ-Cup auf dem Sachsenring (2020)

Die Supermono-Rennklasse ist eine Motorrad-Rennklasse für Prototyp-Rennmotorräder mit Einzylinder-Viertaktmotor ohne Einschränkungen in Design, Konstruktion und erlaubten Modifikationen. Die Supermono- Rennserien und -klassen sind die Fortsetzungen der 1988 initiierten Rennserie Sound of Singles. Da es (mit Ausnahme von Ducati Supermono und MZ Skorpion) in dieser Klasse kaum Werksrennmaschinen gibt, ist diese Rennklasse eine Abwechslung zu den sich vermehrenden Produktionsklassen wie dem Yamaha-Cup, die gezielt zur Vermarktung der Hersteller und ihrer Verbraucherprodukte eingesetzt werden.

## Reglement
Einige der Motorräder sind von Straßenmaschinen abgeleitet. Es dürfen ausschließlich Einzylinder-Viertakt-Ottomotoren bis 800 cm³ Hubraum verbaut werden. Das Gewicht muss mindestens 95 kg betragen und die Motorräder müssen einen Kettenschutz und einen Auffangbehälter für eventuell austretende Motorflüssigkeiten besitzen.

## Liste der bisherigen Supermono-Europameister
- 1996  Takeshi Minoda auf Over-Yamaha
- 1997  Manako Suzuki auf Over-Yamaha
- 1998  Katja Poensgen auf BMR-Suzuki
- 1999  Per Olov Ogeborn auf UNO-GDM-Rotax
- 2000  Spencer Cook auf Slipstream-MuZ
- 2001  Steve Marlow auf GRC-Pami-BMW
- 2002  Mark Lawes auf Gallina-Suzuki
- 2003  Benny Jerzenbeck auf Pami GRC BMW
- 2004  Benny Jerzenbeck auf Pami GRC BMW
- 2005  Benny Jerzenbeck auf Pami GRC BMW
- 2006  Mark Lawes auf Pami GRC BMW
- 2007  Mark Lawes auf Pami GRC BMW
- 2008  Mark Lawes auf Pami GRC BMW
- 2009  Manfred Kehrmann auf Pami GRC BMW
- 2010  Stefan Meiners auf Happeck Yamaha
- 2011  Lex van Dijk auf Over-Yamaha
- 2012  Mike Velthuijzen auf Over-Yamaha
- 2013  Mike Velthuijzen auf Over-Yamaha
- 2014  Mike Velthuijzen auf Over-Yamaha
- 2015  Lukas Wimmer auf Krämer-KTM
- 2016  Jerry van de Bunt auf Rotax
- 2017  Lukas Wimmer auf Krämer-KTM
- 2018  Josef Frauenschuh auf JF-KTM
- 2019  Jerry van de Bunt auf Rotax